# Francesc Cardoner
Francesc de Paula Cardoner i Blanch (Barcelona, 1929 - ibídem, 1997) fue un arquitecto español. 

## Biografía
Titulado en 1965, compaginó su profesión con su afición a la arqueología, y colaboró en las tareas del Museo de Historia de la Ciudad. Trabajó con Isidre Puig i Boada y Lluís Bonet i Garí en el taller de la Sagrada Familia y desde 1983 a 1985 fue director de las obras.
Fue arquitecto de la Casa Museo Gaudí del Parque Güell bajo la dirección de Josep Maria Garrut. 